# Hyalothyrus
Hyalothyrus este un gen de fluturi din familia Hesperiidae. 

## Specii
- Hyalothyrus infernalis
- Hyalothyrus leucomelas
- Hyalothyrus mimicus
- Hyalothyrus neleus
- Hyalothyrus nitocris